# Rahela
Rahela je žensko osebno ime.

## Izvor imena
Rahela je svetopisemsko ime, ki izhaja preko grškega imena Ραχελ (Rhahél) iz hebrejskega imena Rahél z nekdanjim pomenom »ovca« v prenesenem pomenu »potrpežljiva«.

## Različice imena
Raha, Rahaela, Rahila, Raja, Raša, Raška

## Tujejezične različice imena
- pri Angležih: Rachel
- pri Čehih: Ráchel
- pri Francozih: Rachel
- pri Italijanih: Rachele
- pri Madžarih:  Ráhel
- pri Norvežanih: Rakel
- pri PoljakihH Rachela
- pri Portugalcih:  Raquel
- pri Rusih: Rahil, Raissa
- pri Špancih: Raquel
- pri Švedih: Rakel

## Pogostost imena
Po podatkih Statističnega urada Republike Slovenije je bilo na dan 31. decembra 2007 v Sloveniji število ženskih oseb z imenom Rahela: 90.

## Osebni praznik
V koledarju katoliške cerkve ni svetnice s tem imenom. Vendar pa S. Čuk, Ognjičše XIX (1983), št. 2, str. 40.navaja za Rahelo god 30. avgust.

## Zanimivosti
- Ime Rahela se je pogosto posplošilo v izraze, ki označujejo različne človeške like. Tako se je v češčini iz imena Rahela razvil izraz ráchel, ki pomeni »stara, grda ženska«.
- Pri Angležih pa beseda rachel v žargonu pomeni »pomladiti(se)«